# Lob Nuur

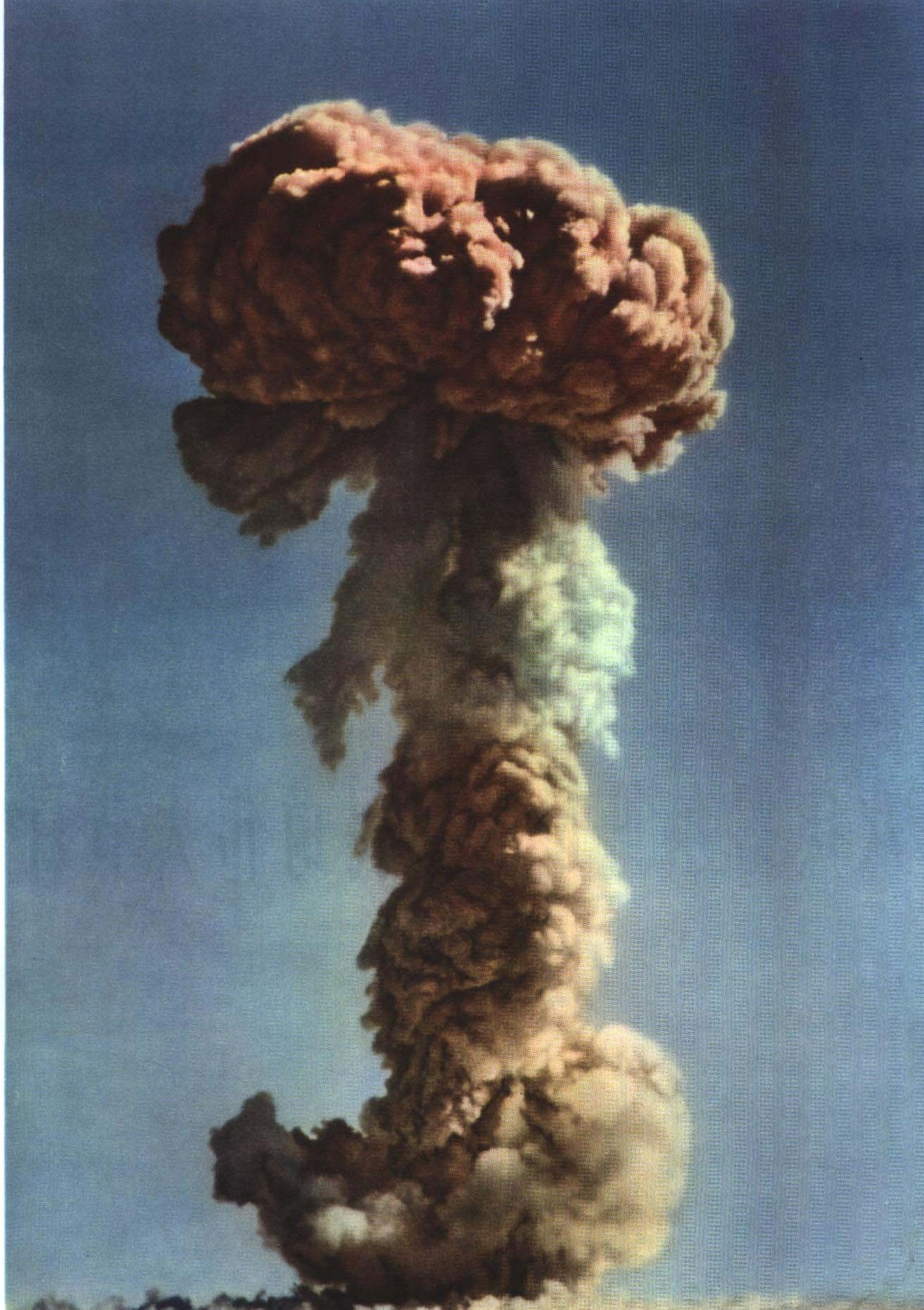
Rookpluim van de eerste bom in 1964

Het Lob Nuur (Mongools nuur = meer), historisch ook Lop Nor genoemd, is een ondiep zoutmeer in China, in de autonome regio Xinjiang (新疆，"Nieuwe Gebieden", archaïsch: Sinkiang), aan het oosteinde van het Tarimbekken, aan de westrand van de Gobiwoestijn. Het heeft een oppervlakte van ongeveer 2000 km2, op 810 m hoogte.
Dit meer ontvangt onder andere water van de rivieren Tarim en Qiemo. Het huidige meer is het zuidelijke restant van een vroeger veel groter meer ('Groot Lop-nor'). Daarvoor heeft het deel uitgemaakt van het 'Tarimmeer', dat wel zo groot als de Kaspische zee kan zijn geweest.
In de omgeving liggen terreinen voor Chinese proefnemingen met kernwapens.

## Geschiedenis
Vanaf ongeveer 1800 v.Chr tot de 9e eeuw ondersteunde het meer een bloeiende Tochaarse cultuur. Archeologen hebben langs de oude kustlijn de begraven resten van nederzettingen ontdekt, evenals een aantal van de Tarim-mummies.
De watervoorraden van de Tarimrivier verzorgden sinds de 2e eeuw v.Chr. het koninkrijk Kroraina, een oude beschaving aan de Zijderoute, gelegen aan het meer. Kroraina werd in 55 v.Chr. een vazal van het Chinese keizerrijk, onder de naam Shanshan.
De ontdekkingsreizigers Ferdinand von Richthofen, Nikolaj Przjevalski, Sven Hedin en Aurel Stein bezochten en bestudeerden de omgeving. Het is ook waarschijnlijk dat de Zweedse soldaat Johan Gustaf Renat het gebied bezocht, toen hij in de achttiende eeuw de Dzjoengaren hielp om kaarten van het gebied te maken.
De Zweedse ontdekkingsreiziger Folke Bergman ontdekte in 1934 de Xiaohe-tombe in Lob Nuur.

## Testgebied voor atoombommen
In 1959 begon China, in samenwerking met de Sovjet-Unie, met de bouw van een testcentrum voor kernwapens voor het Volksbevrijdingsleger. De basis werd aangestuurd vanuit Malan, op ongeveer 125 km ten noordwesten van Qinggir. Het hele testgebied heeft een oppervlakte van circa 100.000 km². De eerste Chinese atoombomtest, met de codenaam "596", vond hier plaats op 16 oktober 1964. De bom had een TNT-equivalent van 22.000 ton TNT. Op 17 juni 1967 werd er de eerste Chinese waterstofbom tot ontploffing gebracht. 
Op 29 juli 1996 voerde China zijn 45ste en laatste kernproef uit bij Lob Nuur en kondigde de dag erna een formeel moratorium op kernproeven af. Van de 45 proeven werden 22 bommen ondergronds tot ontploffing gebracht. Deze andere kernproeven werden uitgevoerd door bommen van vliegtuigen en torens te laten vallen, met raketten te lanceren en in de atmosfeer te laten ontploffen. De zwaarste bom had een TNT-equivalent van 4.000.000 ton.